# Villa dioscoridae
Villa dioscoridae är en tvåvingeart som beskrevs av David John Greathead 1969.
Villa dioscoridae ingår i släktet Villa och familjen svävflugor. Inga underarter finns listade i Catalogue of Life.